# Dicheirinia superba
Dicheirinia superba är en svampart som beskrevs av H.S. Jacks. & Holw. 1931. Dicheirinia superba ingår i släktet Dicheirinia och familjen Raveneliaceae.   Inga underarter finns listade i Catalogue of Life.